# Yeles
Yeles község Spanyolországban, Toledo tartományban. Yeles Torrejón de Velasco, Esquivias, Numancia de la Sagra és Illescas községekkel határos. Lakosainak száma 6649 fő (2024).

## Népesség
A település népessége az utóbbi években az alábbiak szerint változott:
| Lakosok száma | 1657 | 2571 | 3655 | 4544 | 5069 | 5109 | 5177 | 5329 | 5868 | 6649 |
|               | 2001 | 2004 | 2007 | 2009 | 2012 | 2014 | 2017 | 2019 | 2022 | 2024 |